# Lind (bei Altenahr)

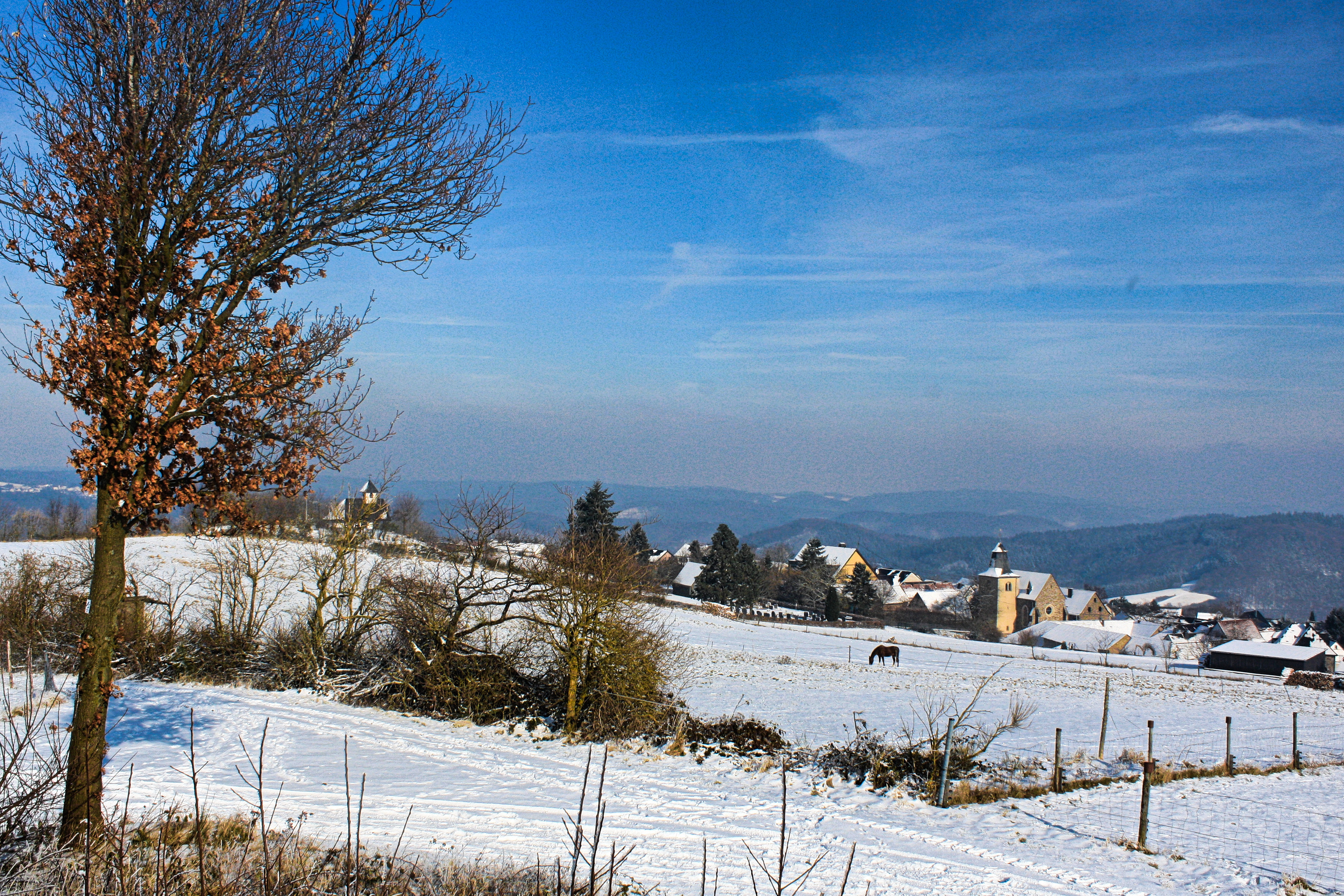
Lind

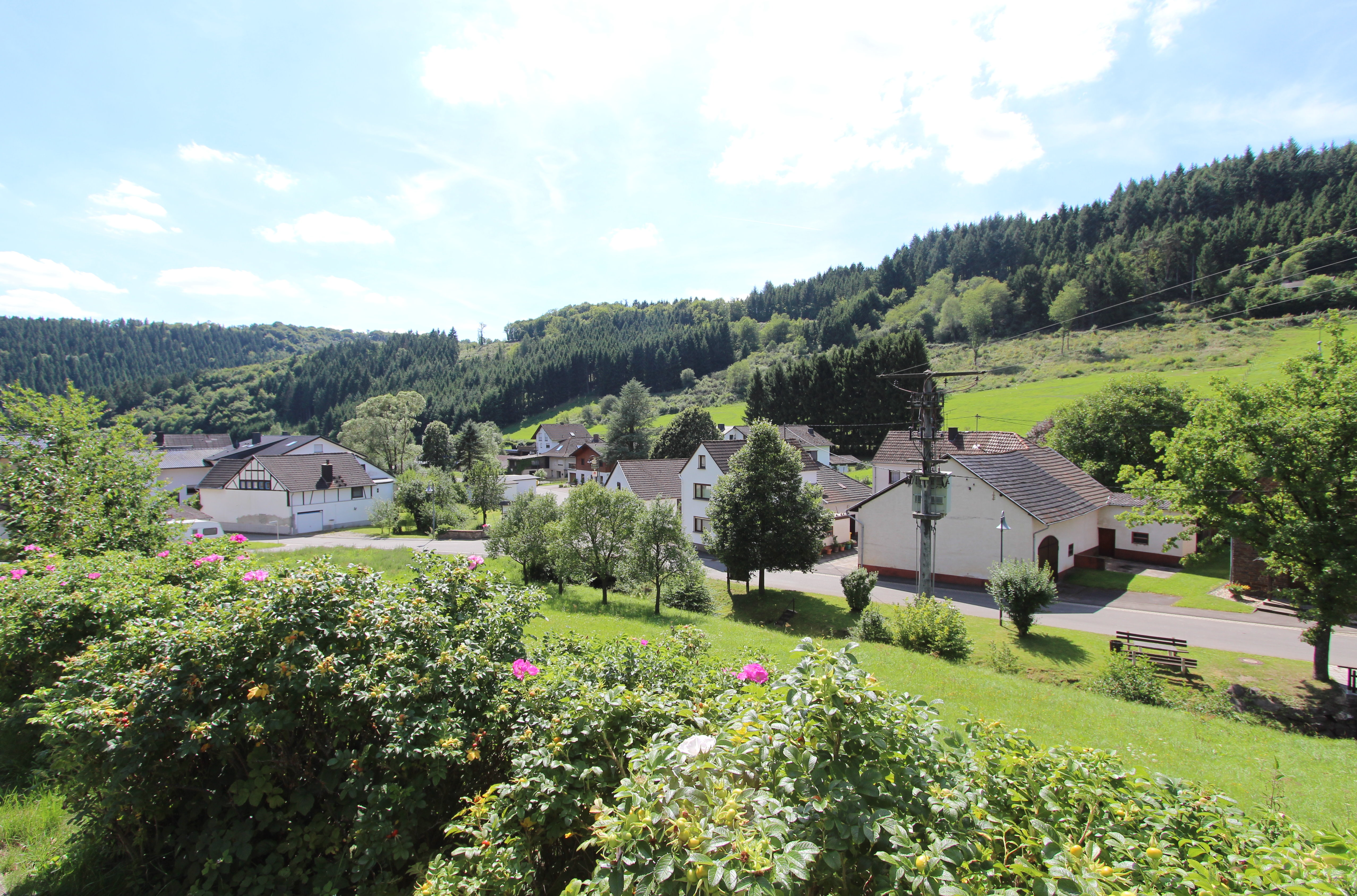
Ortsteil Lind-Obliers

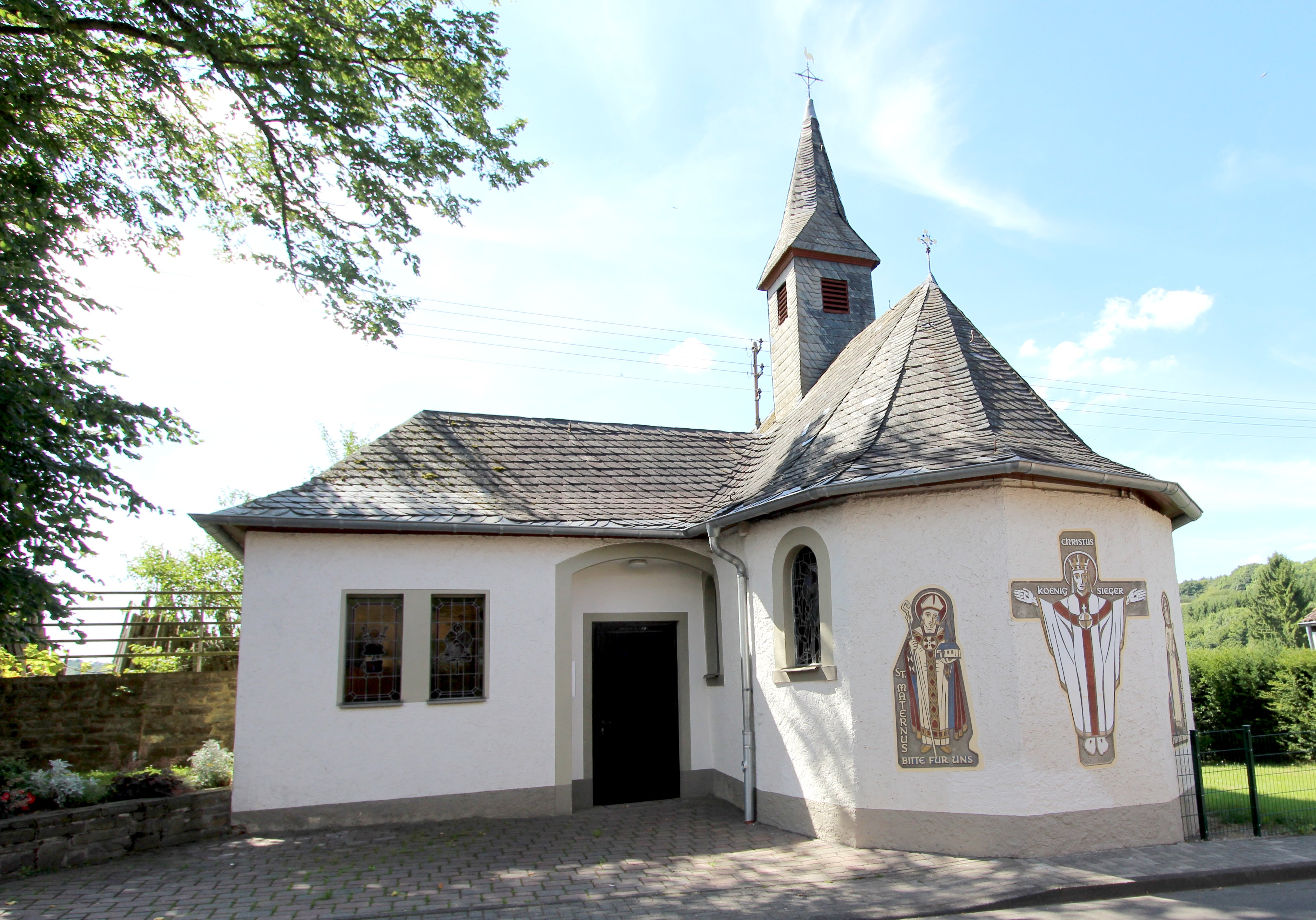
St. Marternus in Lind-Plittersdorf

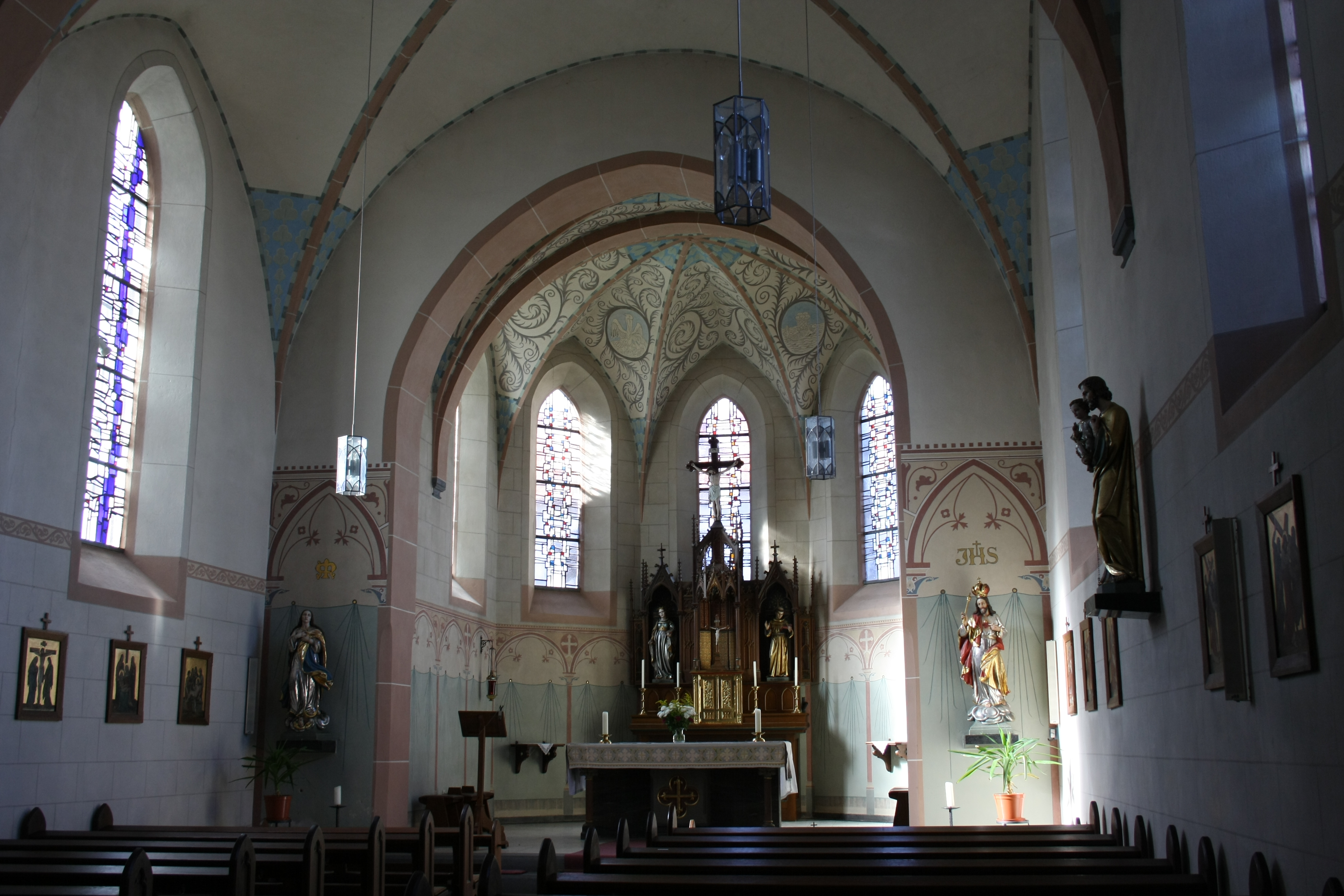
St. Notburgis in Lind

Lind ist eine Ortsgemeinde im Landkreis Ahrweiler in Rheinland-Pfalz. Sie gehört der Verbandsgemeinde Altenahr an.

## Geographie
Die Gemeinde Lind liegt im Landschaftsschutzgebiet Rhein-Ahr-Eifel. Sie gliedert sich in die vier Ortsteile Lind, Obliers, Plittersdorf und Laubachshof.

## Geschichte
Ältester urkundlicher Beleg für die Existenz von Lind (Linde) ist der Prümer Urbar, ein Güterverzeichnis der Abtei Prüm von 893. Im Jahr 1222 ist Lind ein Lehen der Grafen von Are-Hochstaden und 1316 wird es im Liber Valoris als Pfarrei im Ahrgaudekanat des Erzbistums Köln geführt, zu dem es bis 1802 gehört.
1692 wird Lind bei der 2. Bonner Belagerung dreimal von Brandenburgischen Truppen ausgeraubt.
Die heutige Gemeinde wurde am 30. März 1971 aus den aufgelösten Gemeinden Lind (287 Einwohner), Obliers (58 E.) und Plittersdorf (101 E.) neu gebildet.
Bevölkerungsentwicklung
Die ersten genaueren Angaben sind von 1670: 30 Häuser = ca. 150 Einwohner, dann 1684: 130 Kommunikanten = ca. 175 Einwohner und 1743: 180 Kommunikanten = ca. 240 Einwohner.
Die weitere Entwicklung der Einwohnerzahl von Lind bezogen auf das heutige Gemeindegebiet; die Werte von 1871 bis 1987 beruhen auf Volkszählungen:
| Jahr | Einwohner |
| ---- | --------- |
| 1815 | 378       |
| 1835 | 428       |
| 1871 | 349       |
| 1905 | 340       |
| 1939 | 432       |
| 1950 | 458       |
| 1961 | 418       |

| Jahr | Einwohner |
| ---- | --------- |
| 1970 | 453       |
| 1987 | 483       |
| 1997 | 607       |
| 2005 | 600       |
| 2011 | 553       |
| 2017 | 550       |
| 2023 | 569       |

## Politik

### Bürgermeister
Johannes Fuhrmann wurde 2024 Ortsbürgermeister von Lind.
Sein Vorgänger war Werner Zavelberg seit August 2019. Bei der Direktwahl am 26. Mai 2019 war er mit einem Stimmenanteil von 54,83 % für fünf Jahre gewählt worden.
Dessen Vorgänger Helmut Hengsberg hatte das Amt 15 Jahre ausgeübt.

### Wappen
| Wappen von Lind | Blasonierung: „In Grün eine gestürzte eingeschweifte silberne Spitze, darin eine bewurzelte grüne Linde. Vorn ein goldener Turm mit schwarzen Gebäudeöffnungen. Hinten ein aufrechter goldener Schlüssel.“                                                                                        |
| Wappen von Lind | Wappenbegründung: Die drei Felder, mit drei verschiedenen Symbolen, gehen auf die drei Ortschaften der Gemeinde Lind ein. Die Linde steht für die Gemeinde Lind. Der Turm – Darstellung der Wensburg – für Obliers. Der Schlüssel stellt das Attribut des heiligen Maternus für Plittersdorf dar. |

## Tourismus
Durch Lind führt der Hauptwanderweg 2a des Eifelvereins, der 183 km lange Karl-Kaufmann-Weg. Vier Rundwanderwege des Wandervereins Lind e. V. von insgesamt 35 km Länge vermitteln nachhaltig landschaftliche Eindrücke.
Einmal im Jahr findet ein Bergzeitfahren mit einer Streckenlänge von ca. 4 km mit 255 Höhenmetern von Ahrbrück nach Lind statt, eine Steigung, die auch sonst zahlreiche Radsportler aus der Region anlockt. Der Ahr-Radweg im Ahrtal ist nicht weit entfernt. Durch Lind führt seit 2012 der Fernwanderweg Ahrsteig.

## Sehenswürdigkeiten
- Ruine der Wensburg
- Katholische Pfarrkirche Notburgis mit mittelalterlichem Kern
- Kapelle Sankt Rochus im Ortsteil Obliers von 1891
- Kapelle Sankt Marternus im Ortsteil Plittersdorf
- Laubachshof – ein Vierkanthof mit Kapelle aus dem 19. Jahrhundert. (Privatgelände) ⊙
- Zahlreiche Wanderwege in und um Lind[9][10][11]
- Aussichtspunkt Linder Höhe (⊙) mit Blick über weite Teile der umgebenden Eifellandschaften.

Siehe auch: Liste der Kulturdenkmäler in Lind